# Steinbach am Wald
Steinbach am Wald, Steinbach a.Wald – miejscowość i gmina w Niemczech, w kraju związkowym Bawaria, w rejencji Górna Frankonia, w regionie Oberfranken-West, w powiecie Kronach. Leży w Lesie Turyńskim, nad rzeką Haßlach, przy drodze B85 i linii kolejowej Norymberga – Lipsk.
Gmina położona jest 21 km na północ od Kronach, 40 km na zachód od Hof i 55 km na północny wschód od Bayreuth.

## Dzielnice
W skład gminy wchodzą następujące dzielnice:  Aumühle, Berghof, Buchbach, Hirschfeld, Kehlbach, Kohlmühle, Steinbach am Wald, Steinbachermühle i Windheim.

## Polityka
Wójtem jest Klaus Löffler (CSU). Rada gminy składa się z 17 członków:

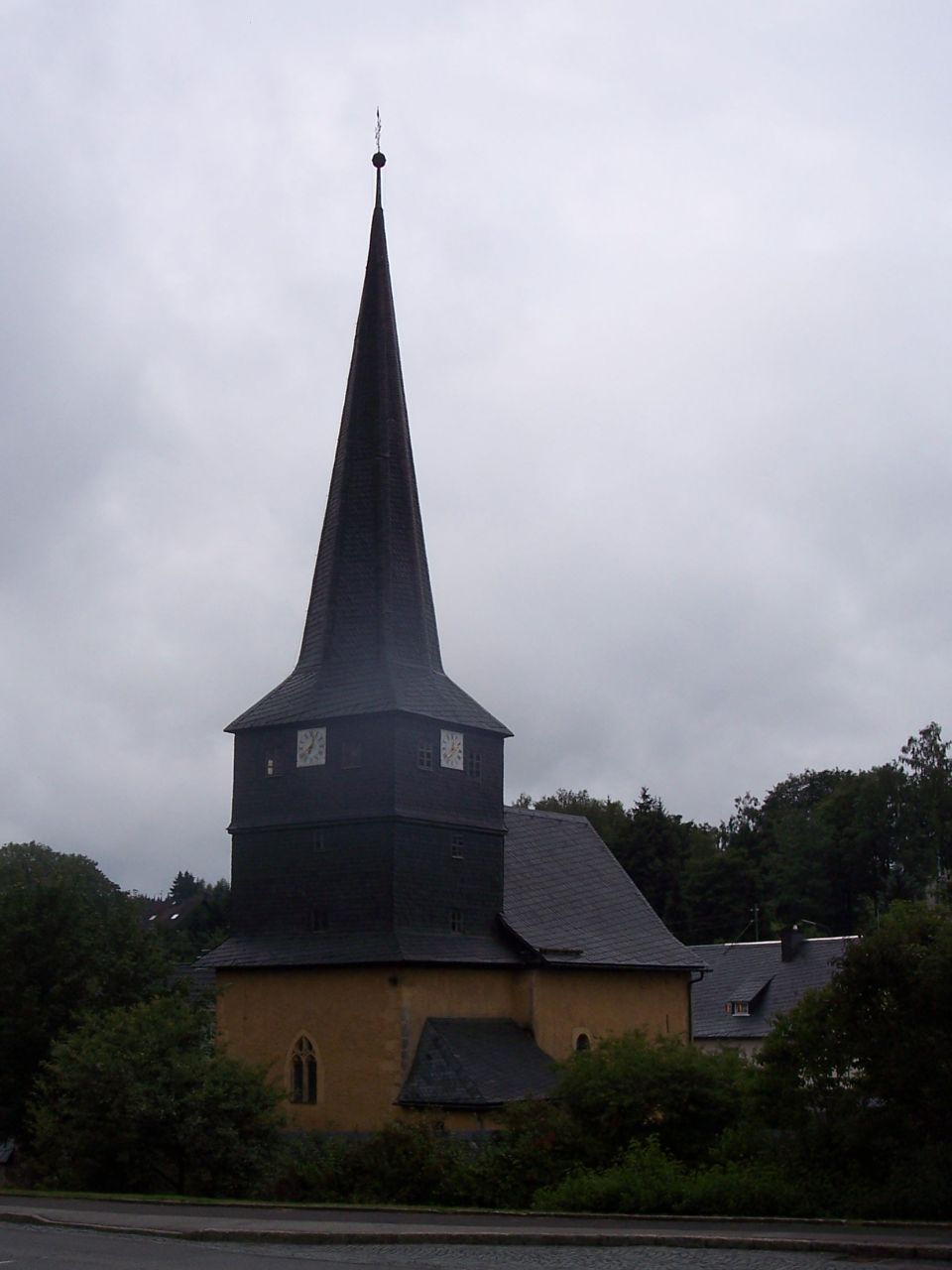
Kościół pw. św Jana Baptysty (St. Johannes Baptista)

|      | CSU | SPD | Środowisko Socjaldeomkratów | Lista Obywatelska Kehlbach | Wolni Wyborcy | Razem     |
| 2002 | 9   | 4   | 1                           | 1                          | 2             | 17 miejsc |

## Zabytki i atrakcje
- Kościół pw. św. Jana Baptysty (St. Johannes Baptista)

### Osoby urodzone w Steinbach am Wald
- Werner Schnappauf (ur. 1953), polityk